# Come una pietra che rotola/Siamo alla fine
Come una pietra che rotola / Siamo alla fine è il primo singolo su 45 giri di Gianni Pettenati e The Juniors pubblicato nel 1966 dalla Cetra. Il lato A del singolo conteneva il rifacimento in lingua italiana del brano statunitense Like a Rolling Stone di Bob Dylan, mentre il lato B era After a While di Jim Reeves rifatta anche dal gruppo di musica beat inglese Brian Poole & The Tremeloes.

## Tracce
Lato A
1. Come una pietra che rotola (Like a Rolling Stone) (testo: Mogol – musica: Bob Dylan)

Lato B
1. Siamo alla fine (After a While) (testo: Alberto Testa – musica: Bob Montgomery)